# Burg Orlík
Die Burg Orlík (deutsch Worlik) befindet sich in der Gemeinde Orlík nad Vltavou (Altsattel) in Südböhmen (Tschechien) auf einem hohen, nach Nordosten gerichteten Felssporn am linken Ufer der Moldau (ca. 365 m n.m.), dessen Breite im Südwesten ca. 80 m beträgt und dessen Plateau zur Spitze hin allmählich abfällt. Das Umfeld der Burganlage wurde mit der Anlage der Orlík-Talsperre 1960–1962 beträchtlich verändert. Heute gehört die Burg, die seit 1992 wieder im Besitz der Familie Schwarzenberg ist, zu den bekanntesten und meistbesuchten Baudenkmalen in Böhmen. Ein kleiner Bereich wird als Wohnung genutzt, der größere Teil beherbergt eine Ausstellung, die die Geschichte von Burg und Schloss und das Lebensumfeld der Familie Schwarzenberg insbesondere im 19. Jahrhundert zeigt, wobei das Schlossinterieur als ein Paradebeispiel für den Lebensstil des Adels zu dieser Zeit gelten kann.

## Geschichte und Baugeschichte

### Die Burg im 13. und 14. Jahrhundert

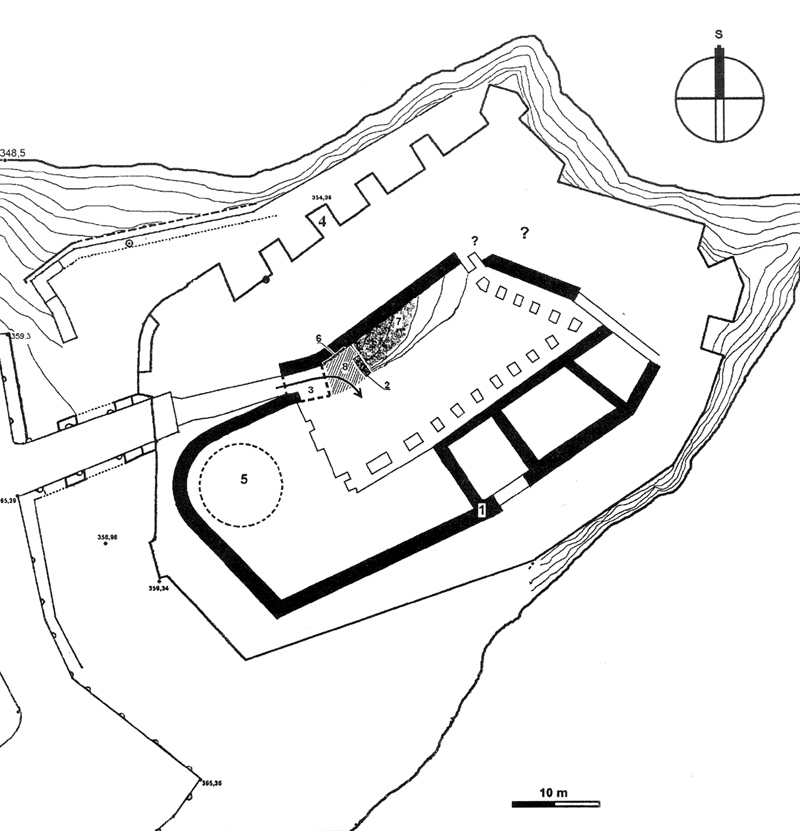
Gesamtplan des Bergsporns mit Eintrag der ältesten Bauphase der Burg (schwarz)

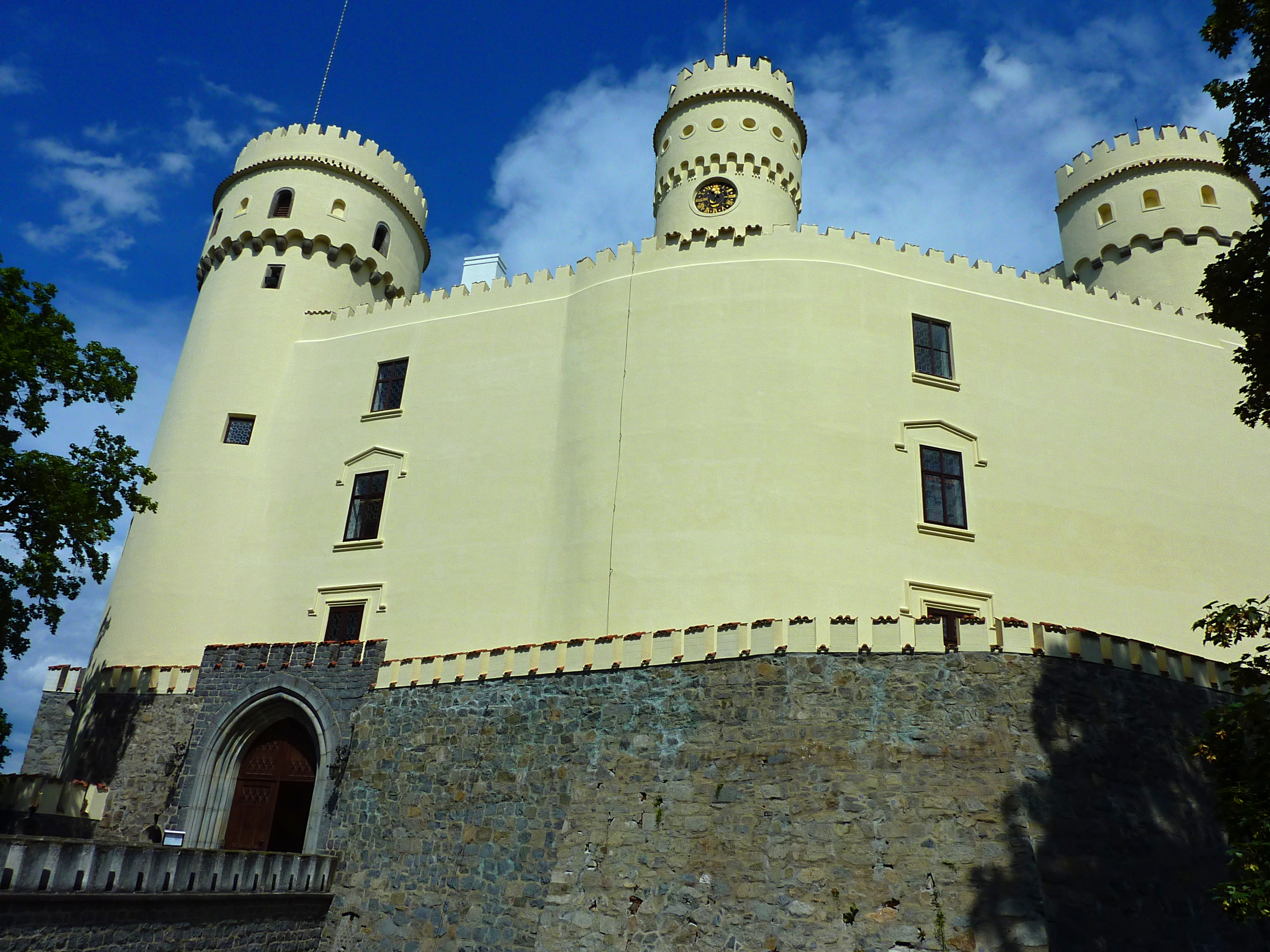
Burg Orlík (2011)

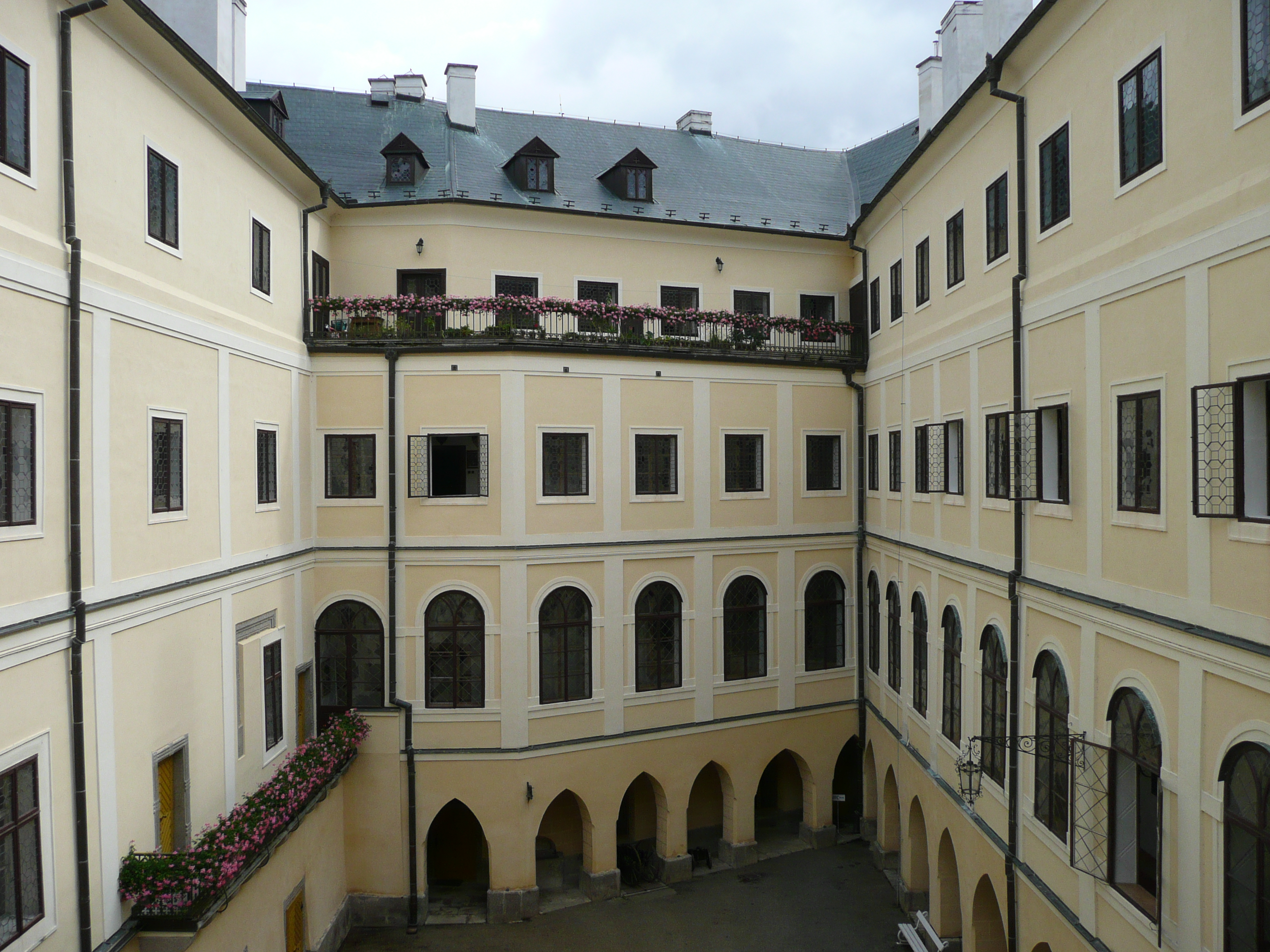
Burghof

Orlík wurde als königliche Burg gegen Ende der Regierungszeit Přemysl Otakars II. (1253–1278) „auf wilder Wurzel“, das heißt ohne das Vorhandensein einer Vorgängeranlage, gegründet. Ihre Funktionen waren unter anderem der Schutz einer Furt und die Erhebung eines Zolls an der Moldau. Während der so genannten üblen Jahre, zwischen 1288 und 1289 war die Burg im Besitz der Partei von Zawisch von Falkenstein, der sich mit weiteren Adligen im offenen Kampf gegen die Königsmacht, dem Brandenburger Markgraf Otto IV. als Vormund von Wenzel II., befand.
In der bisherigen Forschung herrscht Uneinigkeit über die älteste Gestalt der Burg. Nach Thomaš Durdík soll es sich um eine kleinere, zweiteilige Burganlage mit Elementen des französischen Kastells handeln. Während er und die meisten anderen Burgenforscher bisher davon ausgingen, dass der Turm an der Nordwestecke bereits im 13. Jahrhundert errichtet worden ist, erkannte Jiři Varhaník darin einen erst im 15. Jahrhundert erbauten Batterieturm. Ein ebenfalls für den Ursprungsbau angenommener Turm im Südosten hat nach den archäologischen Untersuchungen 1998 im Zwingerbereich nie bestanden.
Bestimmend für die Gestalt der Burganlage waren die Morphologie und das ursprüngliche Relief. Im Bereich des westlichen Eingangsflügels ist ein Felsblock, der gleichzeitig den höchsten Geländepunkt darstellt, in die Baumasse der Burg einbezogen. Bei archäologischen Ausgrabungen im Innenhof der Burg im Frühjahr 2000 konnten Siedlungsschichten angetroffen werden, die in die zweite Hälfte des 13. Jahrhunderts datieren. Spätestens zu Beginn des 14. Jahrhunderts wurde eine Ringmauer errichtet, auf die später die Südwand des Nordwestflügels aufgesetzt wurde. Der ursprüngliche Eingangsbereich befand sich ungefähr im Bereich der heutigen Durchfahrt in den Burghof.
Im Zuge der Umbauten und Erweiterungen ungefähr an der Schwelle vom 13. zum 14. Jahrhundert bestand die Burg Orlík wahrscheinlich aus einem Wohngebäude an der südöstlichen Ringmauer und einem Bergfried mit einem Durchmesser von ca. zehn Metern in der Mitte der westlichen Stirnseite, der gleichzeitig zur Überwachung des Eingangsbereichs diente. Noch vor der Mitte des 14. Jahrhunderts dürften an die Südmauer die Kapelle und der so genannte Jägersaal angefügt worden sein.

### Der Umbau zur Hussitenzeit im 15. Jahrhundert

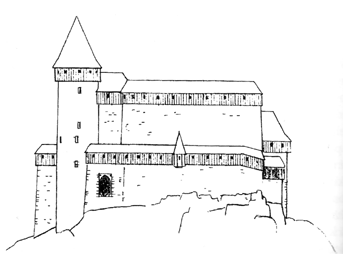
Rekonstruktionsversuch der Westfront im zweiten Viertel des 15. Jahrhunderts

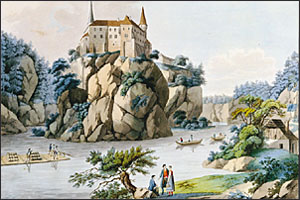
Historische Ansicht

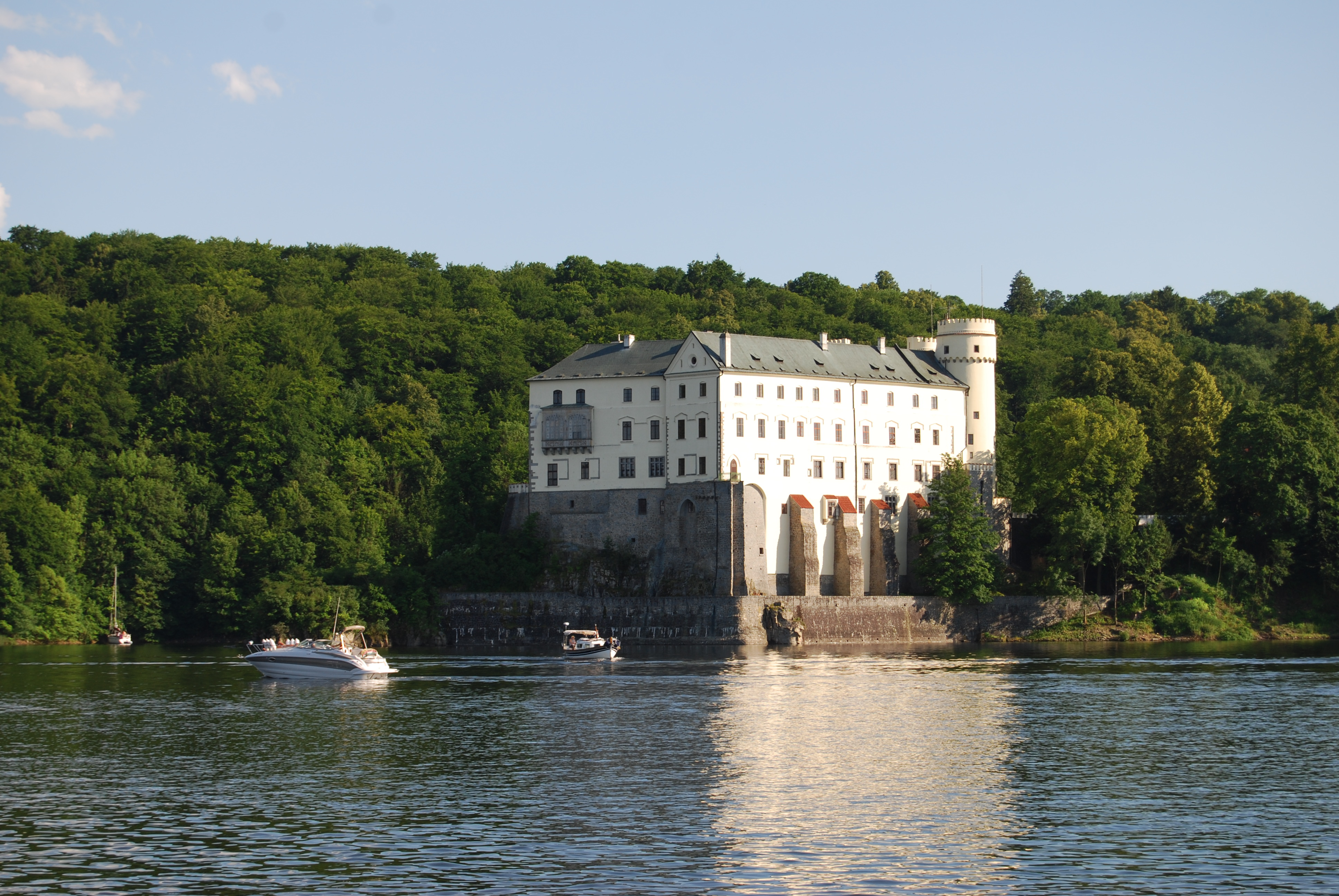
Ansicht von der Orlík-Talsperre heute

In den Jahren 1407 bis 1508 war die Burg im Besitz des Geschlechts der Zmrzlík von Schweißing. Ihr bedeutendster Vertreter, Peter Zmrzlík von Schweißing († 1421), Mitglied des Königsrats und Münzmeister König Wenzels IV., kaufte die Burg 1407 von Andreas Huller von Orlik (Ondřej Huller), dessen durch König Wenzel 1405 spontan hingerichteter Bruder, Kämmerer Sigmund Huller von Orlik, die Burg zuvor besessen hatte. 1408 begann der Freund des Magister Jan Hus und eifriger Anhänger von dessen Lehre mit der Verstärkung des Verteidigungssystems durch den Ausbau der westlichen Schildmauer und der Errichtung des Batterieturms an der Nordwestecke. Erhalten haben sich bis heute einige Schießkammern für Feuerwaffen, mit denen die vorbeiführenden Straße und die Moldaufurt bestrichen werden konnten. Auch die Söhne von Petr Zmrzlík, Vacláv und Jan, nahmen aktiv an den hussitischen Feldzügen teil. 1422 war der bedeutende hussitische Heerführer Jan Žižka z Trocnova zu Gast in der Burg.

### Der Renaissanceumbau unter den Schwanbergern
Nach einem katastrophalen Brand im Jahr 1508 wurde die ruinöse und verlassene Anlage 1514 an Christoph von Schwanberg verkauft, der sofort mit dem Wiederaufbau begann. In der Zeit des zweiten Umbaus unter den Herren von Schwanberg nach dem Jahr 1575 wurde die Burganlage im Renaissancestil umgestaltet, wobei das zweite Geschoss des Nordwestflügels aufgesetzt und im Innenhof Arkaden hinzugefügt wurden. Deren Fundamente und Reste einer ursprünglich zu der Renaissancearkade hinaufführenden und im 19. Jahrhundert wieder beseitigten Treppe konnten bei den Ausgrabungen 2000 freigelegt werden.

### Umbauten des 17. bis 20. Jahrhunderts
Von der ausgedehnten Vorburg im Südwesten vor dem tiefen Halsgraben haben sich lediglich wenige jüngere Wirtschaftsbauten, wohl aus dem 18. Jahrhundert, erhalten, die übrigen Gebäude wurden offenbar schon zuvor planiert.
Weitere Umbauten erfuhr das ab 1719 im Besitz der Familie von Schwarzenberg befindliche Schloss im 18. Jahrhundert im Barockstil, 1802 nach einem verheerenden Brand im klassizistischen Stil und Ende des 19. Jahrhunderts im Stil der Neogotik, die heute das Bild der Anlage mit der Dreiturmfront wesentlich bestimmt.
Orlik wurde zunächst von den deutschen Besatzern im Protektorat Böhmen und Mähren konfisziert; nach dem kommunistischen Februarumsturz 1948 verließen der Besitzer, Karl Schwarzenberg (1911–1986; bis 1918: VI. Fürst von Schwarzenberg der Linie Worlik) und seine Familie die Tschechoslowakei, wo sie nach der Eigentumsrückstellung des Jahres 1945 bis Anfang 1948 Orlik und einige kleinere Schlösser sowie mehrere tausend Hektar Land besaßen.
Nach der Samtenen Revolution in der Tschechoslowakei erhielt der Sohn des letzten Besitzers, Karel Schwarzenberg (1937–2023), das Schloss und erhebliche Teile der zugehörigen Ländereien von der Tschechischen Republik zurückübertragen. Die Eigentumsrückstellung war möglich, weil sich Schwarzenbergs Eltern zur Tschechoslowakei bekannt und nicht für die deutsche Staatsangehörigkeit optiert hatten, als das Deutsche Reich 1938 und 1939 den Großteil des Landes okkupiert und sich das von ihm völkerrechtswidrig errichtete Protektorat Böhmen und Mähren einverleibt hatte. Karel Schwarzenberg ließ die Burg restaurieren. Er amtierte mehrere Jahre lang als Außenminister der Tschechischen Republik. Nach seinem Tod 2023 wurde er in der Gruftkapelle im Park des Schlosses beigesetzt.

## Trivia
Der 1996 am Kleť-Observatorium entdeckte Hauptgürtelasteroid (11339) Orlík ist nach der Burg benannt.